# Marion van den Akker
Marion van den Akker (* 1956 in Haarlem/Provinz Noord-Holland) ist eine niederländische Sängerin (Mezzosopran) und Gesangspädagogin.

## Leben
Van den Akker studierte am Sweelinck Conservatorium in Amsterdam Gesang bei Erna Spoorenberg und besuchte später Meisterklassen von Nicolai Gedda, Italo Tajo, Brigitte Fassbaender, Henk Smit, Aafje Heynis und Josephine Veasey. Sie ist aktiv als Konzert-, Oratorien- und Opernsängerin.
Ihr Operndebüt hatte sie 1982 als Rosina in Gioachino Rossinis Il barbiere di Siviglia. Unter anderem sang sie die Dido in Henry Purcells Dido and Aeneas, die Emilia in Giuseppe Verdis Otello, den Cherubino in Le nozze di Figaro und die Dorabella in Così fan tutte von Wolfgang Amadeus Mozart, den Fjodor in Modest Mussorgskis Boris Godunow, die Olga in Eugen Onegin und die Pauline in Pique Dame von Pjotr Tschaikowski, die Lola in Pietro Mascagnis Cavalleria rusticana und die Charlotte in Jules Massenets Werther, auf dem Gebiet der zeitgenössischen Oper die Monnica in Willem Dragstras Marthe und den Mezzosopranpart in Claude Viviers Kopernikus.
Das besondere Interesse van den Akkers gilt dem Orchesterlied. Erfolgreich war sie in den Niederlanden und Deutschland mit der Interpretation der Wunderhornlieder, Kindertotenlieder, Lieder eines fahrenden Gesellen und des Lied von der Erde von Gustav Mahler. Zu ihrem Repertoire zählen auch Verdis Messa da Requiem, das Stabat Mater von Antonín Dvořák und von Gioachino Rossini, die Missa solemnis und der Sopranpart der Neunten Sinfonie von Ludwig van Beethoven, die Alt-Rhapsodie von Johannes Brahms und die Passionsmusiken von Johann Sebastian Bach.
Als Solistin trat sie unter der Leitung von Dirigenten wie Kees Bakels, Aldo Ceccato, Mark Foster, Jean Fournet, Hartmut Haenchen, Eri Klas, Yakov Kreizberg, Alexander Liebreich, Henry Lewis, Reinbert de Leeuw, Kenneth Montgomery, George Pehlivanian, Gennadi Roschdestwenski, Marc Soustrot, Hans Vonk und Edo de Waart auf. Als Kammermusiker arbeitete sie mit verschiedenen Ensembles und Streichquartetten zusammen und gab Recitals mit den Pianisten Rian de Waal (ihrem Ehemann), Martijn van den Hoek, Jeroen Sarphati und Hannes Minnaar. Unter anderem komponierten Pim Moorer, Sebastian Huydts, Willem Jeths, Caroline Ansink, Robin de Raaff, Jaques Reuland und Peter Jan Wagemans Werke für sie.
Van den Akker gab Meisterklassen für Gesang u. a. am Konservatorium von Zwolle und am Koninklijk Conservatorium Den Haag. Von 2007 bis 2015 unterrichtete sie am Prins Claus Conservatorium in Groningen. Constance van den Bighelaar war eine ihrer Schülerinnen. 2024 wurde die mit dem Kulturpreis der Provinz Drenthe ausgezeichnet.